# Пейдж (Аризона)
Пейдж (англ. Page) — город в округе Коконино, штат Аризона, США.

## История
Пейдж был основан в 1957 году для рабочих и их семей во время строительства близлежащей плотины Глен-Каньон на реке Колорадо. Участок земли площадью 44 км², на которой был построен город, был получен в результате обмена землей с народом Навахо. Город расположен на вершине Мэнсон-Меса на высоте 1300 м над уровнем моря и 180 м над водохранилищем Пауэлл. Первоначально город назывался Правительственным лагерем, но позже был назван в честь комиссара Бюро мелиорации в 1936—1943 годы Джона К. Пейджа. Официальный статус города Пейдж получил 1 марта 1975 года, после завершения строительства плотины в 1966 год. Город расположен на дороге в Национальную зону отдыха Глен-Каньон и водохранилище Пауэлл, благодаря чему его посещают более 3 миллионов туристов в год.
В 1997 году рядом с городом на землях племени Навахо был открыт для туризма каньон Антилопы, принадлежащий индейцам этого племени. Чтобы попасть туда, нужно заплатить пошлину за проход по индейской территории и нанять проводника. Каньон сформирован эрозией песчаника Наваха и относится к щелевым каньонам. В трёх с половиной километрах к югу-западу от Пейджа находится смотровая площадка на Хорсшу-Бенд — подковообразный меандр реки Колорадо на территории национальной зоны отдыха.

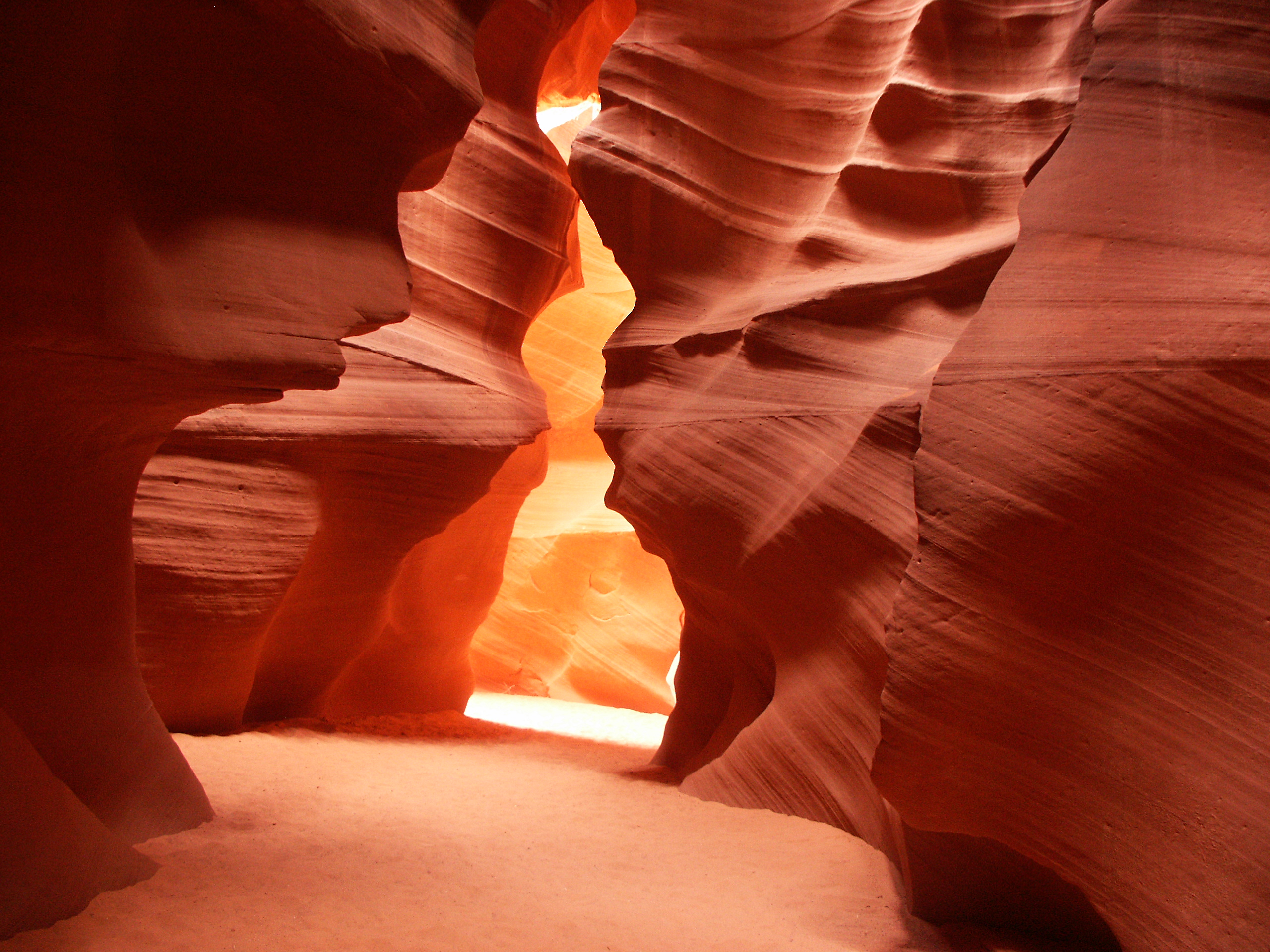
Каньон Антилопы
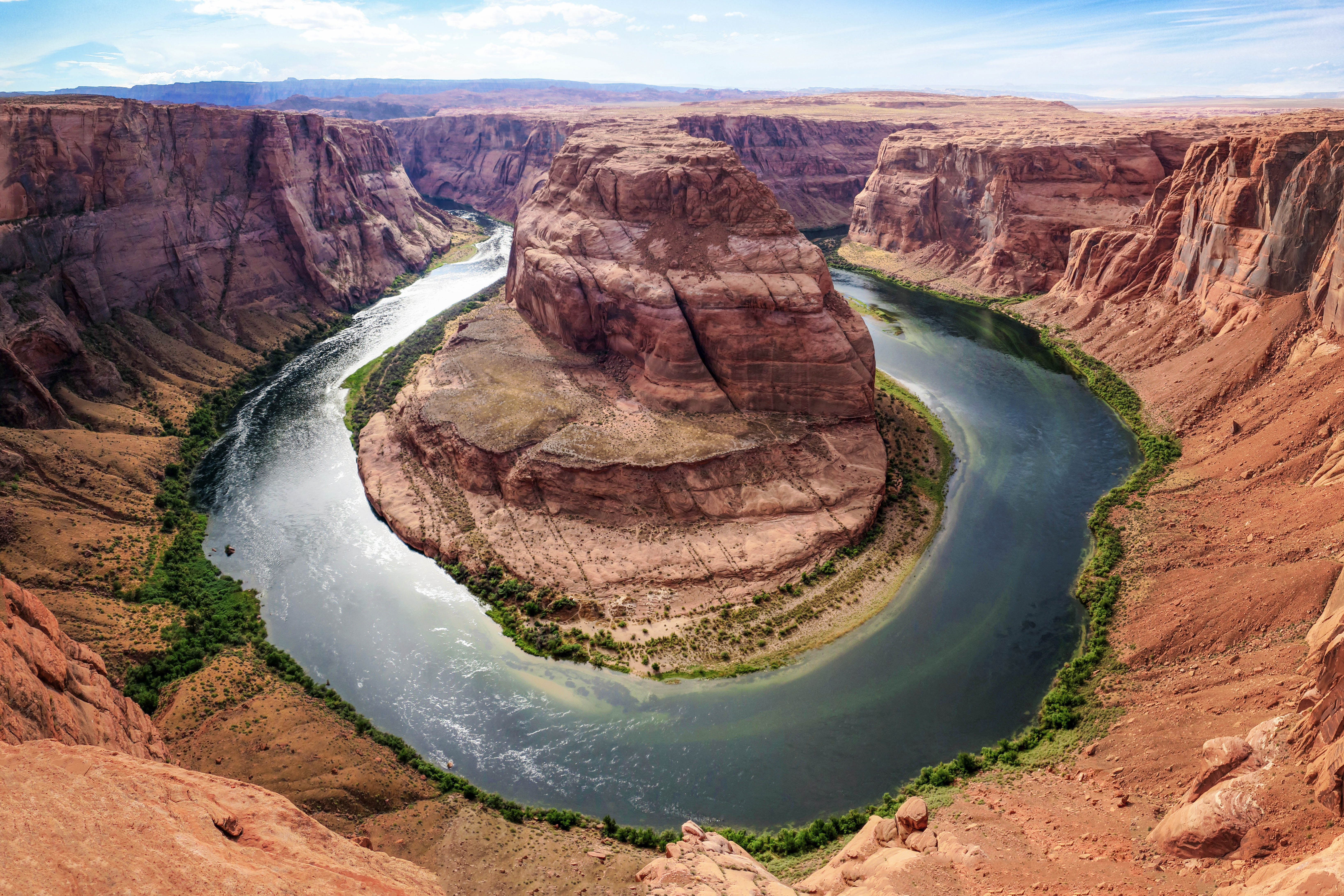
Хорсшу-Бенд

## География
По данным Бюро переписи населения США, общая площадь города составляет 43 км². Пейдж имеет засушливый климат с жарким, очень сухим летом и прохладной зимой с небольшим количеством снега.

## Демография
По переписи 2010 года, общая численность населения составила 7 247 человек. Распределение населения по расовому признаку: белые — 57,6 %, коренные народы США — 34 %, азиаты — 0,9 %, латиноамериканцы — 7,3 %, афроамериканцы — 0,3 % и др.

## Экономика
Ведущими предприятиями города являются поставщик продуктов питания, оборудования и униформы для клиентов в сферах образования, здравоохранения, бизнеса и промышленности, а также спортивных, рекреационных и пенитенциарных учреждений «Aramark», образовательный центр Пейджа, включающий две начальные и две средние школы, сеть розничной торговли «Walmart» и Служба национальных парков США.